# Babahan
Babahan is een bestuurslaag in het regentschap Tabanan van de provincie Bali, Indonesië. Babahan telt 3163 inwoners (volkstelling 2010).